# Turboaansteker

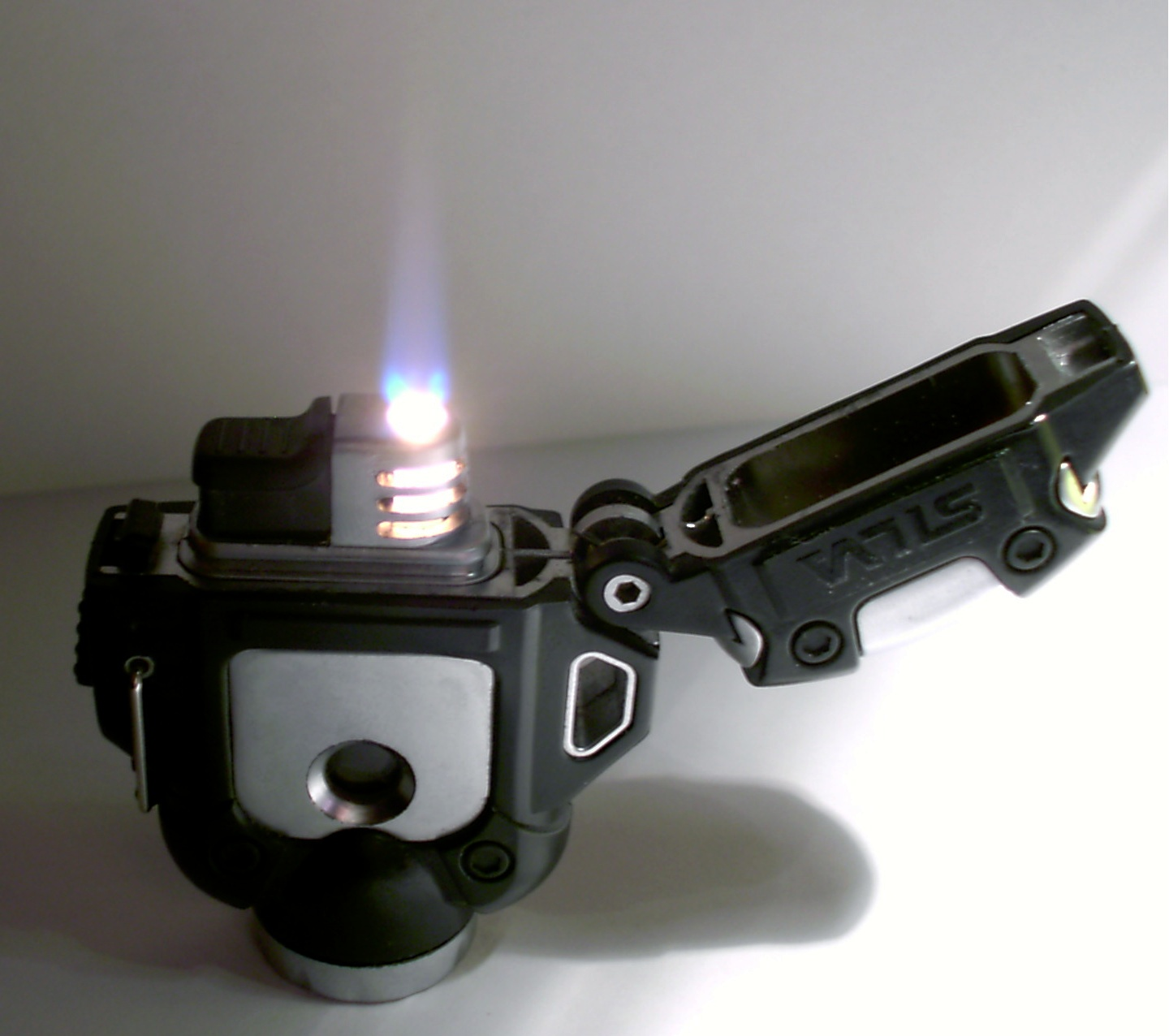
Een Silva Helios turboaansteker

De turboaansteker is een uitvinding van Japanse aanstekerfabrikanten. In 1989 lanceerde het merk Windmill het eerste model.

## Techniek
De turbobrander is een soort 'drukkamer'. Door het gas door microscopisch kleine gaatjes te stuwen, mengt het zich met zuurstof en ontstaat een brede en blauwe vlam. Aan de bovenkant van die 'drukkamer' zit een klein gloeispiraaltje van een platinalegering.

## Eigenschappen
Het kenmerk van een turboaansteker is dat door het gloei-spiraaltje zelfs bij de hardste wind de vlam niet zal uitwaaien. De turboaanstekers hebben altijd een piëzo-elektrische ontsteking. Het platina gloeispiraaltje is een zeer kwetsbaar onderdeel. Enig vuil kan het spiraaltje kapotmaken.